# Tašilhünpo
Tašilhünpo (tibetsky: བཀྲ་ཤིས་ལྷུན་པོ་) je buddhistický klášter u Žikace, druhého největšího města Tibetu. Byl založen v roce 1447 Gendündubem, prvním tibetským dalajlamou. Klášter je tradičním sídlem pančhenlamy, druhého nejvýznamnějšího tulkua linie Gelug.
V době 4. pančhenlamy Lozang Gjalcchäna bylo v klášteře více než 3 000 mnichů. Během kulturní revoluce byl značně poničen, avšak ne tak jako ostatní tibetské kláštery. V roce 1972 byl Tašilhünpo přemístěn do Dharamsaly, kde jej řídí sám dalajlama.
V rámci Týdne tibetské kultury navštívili mniši z kláštera v říjnu 2008 Česko. Mimo jiné předváděli čhamový tanec a sypání mandaly.